# Kirche von Ekeby (Gotland)

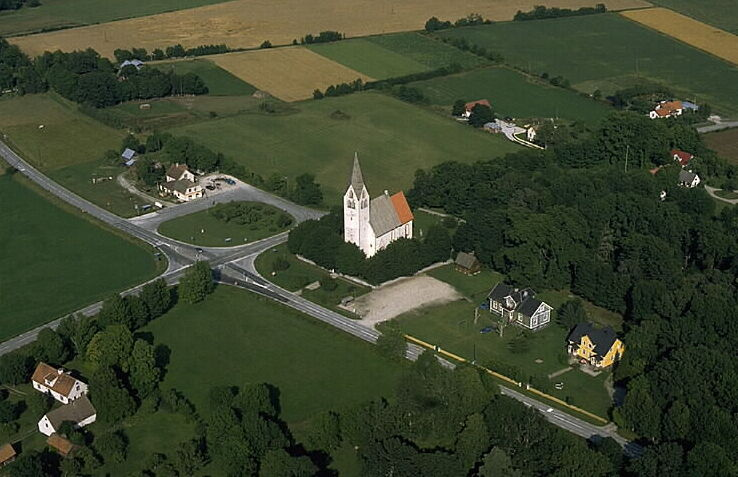
Kirche von Ekeby

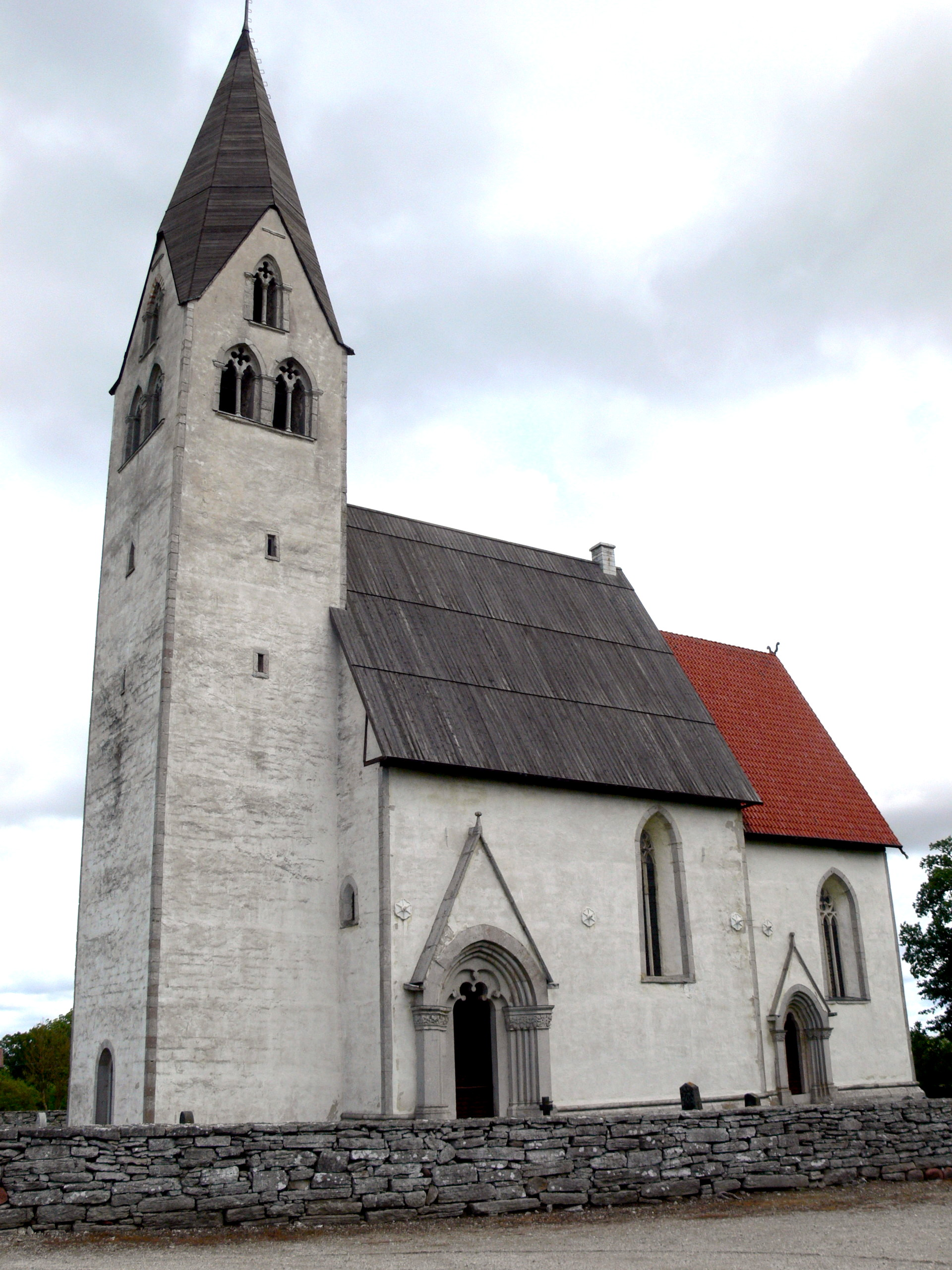
Kirche von Ekeby Gesamtansicht

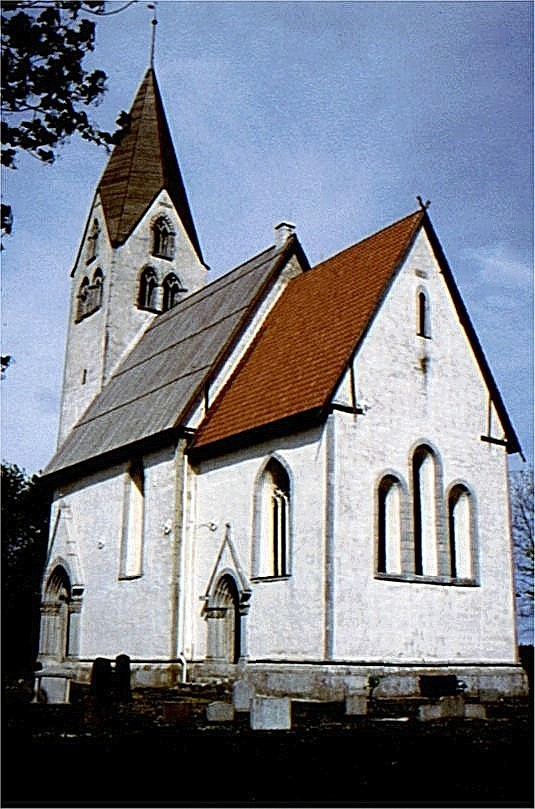
Kirche von Ekeby (Ekeby kyrka) auf Gotland, Gesamtansicht von Norden

Die Kirche von Ekeby (schwedisch Ekeby kyrka) ist eine Landkirche auf der schwedischen Insel Gotland. Sie gehört zur Kirchengemeinde (schwedisch församling) Dalhem im Bistum Visby.

## Lage
Die Kirche liegt im Landesinnern etwas nördlich der Mitte von Gotland, 14 km östlich von Visby, 10,5 km nördlich von Roma und 21 km südwestlich von Slite. Die Kirche liegt zusammen mit ein paar Höfen auf einer Ebene in der Nähe einer größeren Straßenkreuzung.

## Kirchengebäude
Die Kirche ist aus Kalkstein gebaut und besteht aus einem gerade abgeschlossenen Chor, einem Langhaus und einem schmalen, hohen Turm im Westen sowie einer Sakristei in der Nordmauer des Chores. Die Portale befinden sich auf den Südseiten des Langhauses und des Chores und auf der Westseite des Turms. Die Kirche hat ein kleines romanisches Portal im Westen und zwei große gotische Portale im Süden. Die gotischen Portale haben eine kraftvolle Architektur mit mehrfachen Passformen  und Bögen mit vielen Rippen  und dekorierten Kapitellbändern. Im Osten und Süden gibt es noch ursprüngliche Fenster. In der Südwestecke des Langhauses gibt es ein kleines spitzbogiges Fenster über der Empore, das möglicherweise schon einmal ersetzt worden ist. In der Ostwand des Chors befinden sich drei miteinander gekoppelte Fenster, während sich in der Südwand ein großes Fenster mit ursprünglichem Maßwerk befindet.

### Geschichte
Die heutige einheitliche Kirche ist nicht die erste an diesem Ort. Das Unterteil des Turmes gehört zu einer romanischen Steinkirche aus dem 12. Jahrhundert. Diese wurde bis auf den Turm gegen Ende des 13. Jahrhunderts abgerissen und durch den heutigen Chor und das Langhaus ersetzt. Gleichzeitig oder möglicherweise am Anfang des 14. Jahrhunderts wurde der Turm zu seiner heutigen Höhe ausgebaut, mit gemauerten Giebeln in jeder Himmelsrichtung und einer Turmspitze versehen. Die Giebel werden durch Schallöffnungen in zwei Ebenen mit Säulen und Maßwerk durchbrochen. Die Sakristei wurde 1923–1925 errichtet.

## Innenraum

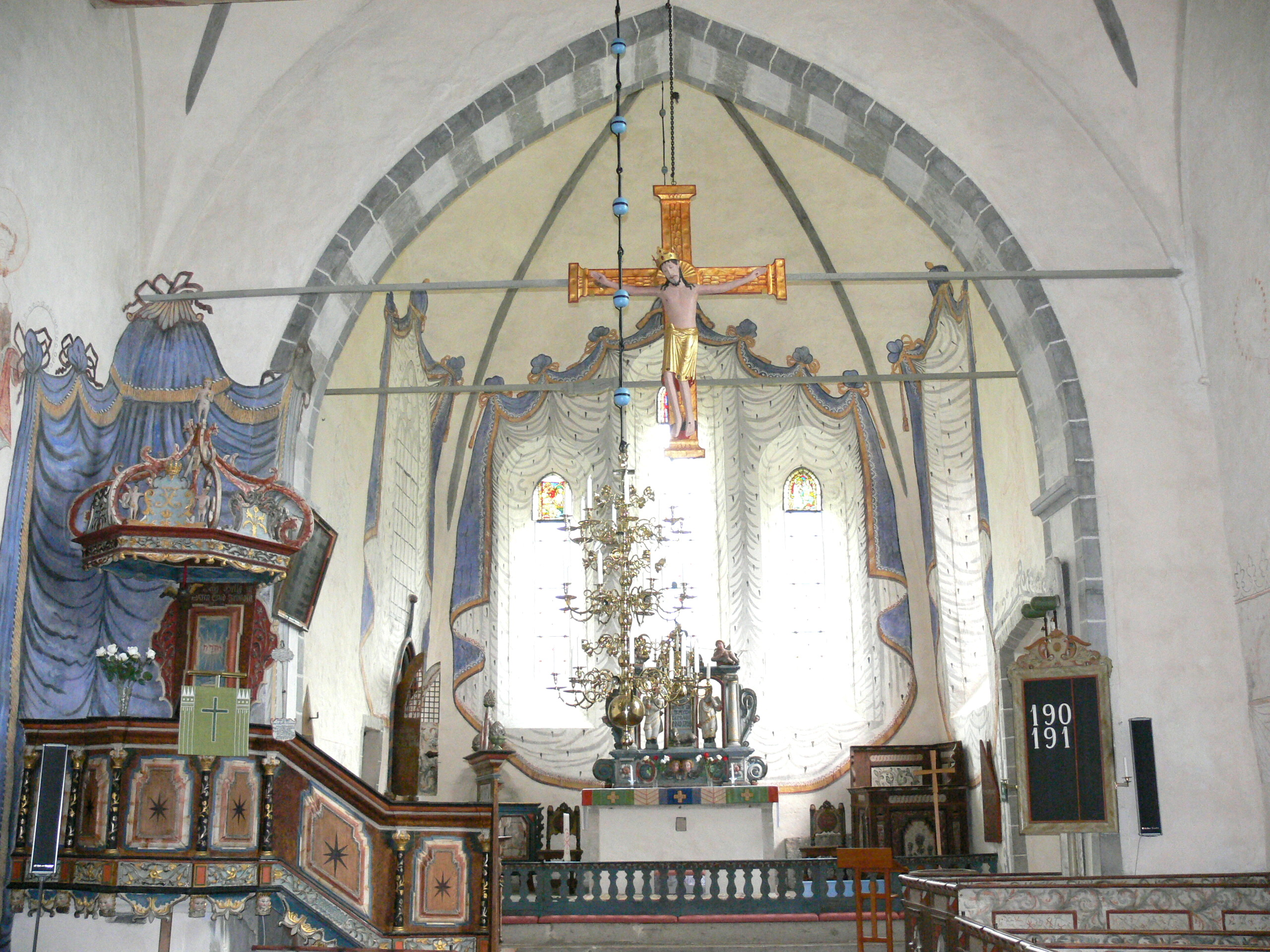
Kirche von Ekeby (Ekeby kyrka): Innenansicht des Chorraumes

Der Innenraum ist einer der farbenreichsten der Kirchen auf Gotland. Der Raum wird durch eine gewaltige Räumlichkeit geprägt.  Der fast quadratische Chor wird von einem gemauerten Gewölbe gedeckt und das Langhaus von zwei Gewölben, die zwischen den Außenmauern gespannt sind. Der Chor und das Langhaus haben fast dieselbe Höhe und der breite Triumphbogen verbindet sie mehr als dass er sie teilt.

### Malereien

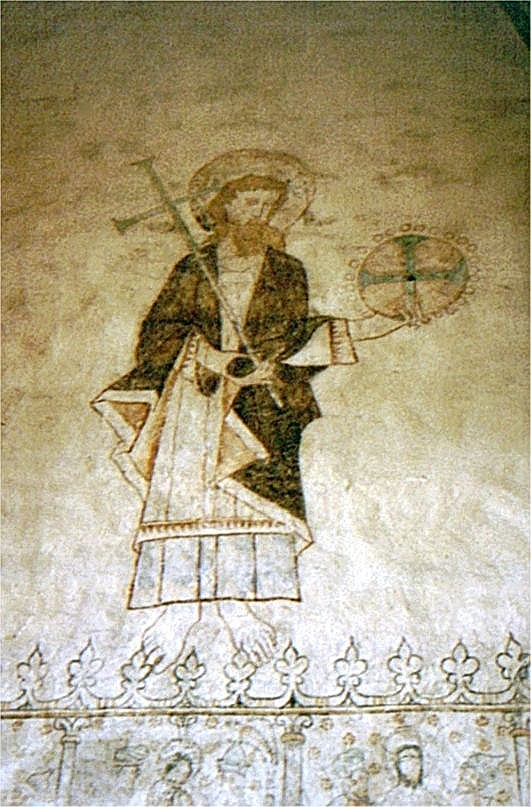
Christus der Weltenherrscher. Gotische Wandmalerei (Detail)

Auf den Wänden finden sich mittelalterliche und neuzeitliche Kalkmalereien und in dem Fenster befinden sich drei Scheiben mit Glasmalereien vom Ende des 13. Jahrhunderts.
Die mittelalterlichen Wandmalereien sind ein Beispiel der reichen Tradition von Wandmalereien auf Gotland. 
In einer Nische in der Nordmauer des Chores findet sich weiter eine gut erhaltene figürliche Malerei auf Holz aus der Bauzeit des Chores. Daneben gibt es eine Öffnung zu einer ursprünglichen Treppe in der Nordmauer des Chors. Die reiche und gut erhaltene Bemalung der Einrichtung stammt aus den 1740er-Jahren.
Die neuzeitlichen großen Draperiemalereien und das für die Symmetrie gemalte Blindfenster in gotischem stil auf der Nordwand wurden 1802–1803 von Jonas Gustaf Möller gemalt.

## Ausstattung
- Der romanische Taufstein weist Reliefszenen auf, die schwierig zu deuten sind. Sie haben Ähnlichkeiten mit den Werken der Steinmetzmeister Majestatis und Hegvald.
- Das Triumphkreuz stammt vom Ende des 12. Jahrhunderts und hängt im Triumphbogen.
- Im Chor findet sich ein Sakramentshaus  mit Malereien.
- Die Bankeinrichtung stammt aus dem 17. Jahrhundert und weist unterschiedliche Höhen auf der Männer- bzw. der Frauenseite auf.
- Die Kanzel stammt von 1741.
- Die Orgel wurde 1862 von O N Lindkvist aus Visby gebaut. Sie hat sechs Register, ein Manual und Pedal. 1953 wurde sie von Andreas Thulesius aus Klintehamn renoviert und umdisponiert.  1982 wurde die Orgeln von Finn Krohn's Orgelbyggeri erneut renoviert und mit einem neuen Spieltisch versehen.

## Umgebung
- Die Mauer des Kirchhofs hat in der nordöstlichen Ecke ein Portal, das wahrscheinlich mittelalterlich ist, aber später umgebaut wurde.